# Xavien Howard
Xavien Howard (Houston, 4 luglio 1993) è un giocatore di football americano statunitense che milita nel ruolo di cornerback per gli Indianapolis Colts della National Football League (NFL).

## Carriera

### Miami Dolphins
Dopo avere giocato al college a football coi Baylor Bears, Howard fu scelto nel corso del secondo giro (38º assoluto) nel Draft NFL 2016 dai Miami Dolphins. Debuttò come professionista partendo come titolare nella gara del primo turno persa contro i Seattle Seahawks mettendo a segno 11 tackle.
Nel Monday Night Football della settimana 14 della stagione 2017, Howard mise a segno due intercetti su Tom Brady, contribuendo alla vittoria a sorpresa sui New England Patriots campioni in carica e venendo premiato come miglior difensore della AFC della settimana.
Nel tredicesimo turno della stagione 2018 Howard mise a segno due intercetti nella vittoria sui Buffalo Bills venendo premiato per la seconda volta in carriera come difensore della AFC della settimana. A fine anno fu convocato per il suo primo Pro Bowl e inserito nel Second-team All-Pro dopo avere guidato la NFL a pari merito con 7 intercetti.
Tra la settimana 3 e la settimana 7 della stagione 2020, Howard mise a segno un intercetto per cinque partite consecutive. La sua annata si chiuse guidando la NFL con 10 intercetti, il primo giocatore ad andare in doppia cifra da Antonio Cromartie nel 2007, e 20 passaggi deviati, venendo convocato per il suo secondo Pro Bowl (non disputato a causa della pandemia di COVID-19) e inserito nel First-team All-Pro.
Nella settimana 10 della stagione 2021 Howard forzò un fumble che recuperò egli stesso ritornandolo per 49 yard in touchdown nella vittoria a sorpresa sui Baltimore Ravens, venendo premiato come difensore della AFC della settimana. A fine stagione fu convocato per il suo terzo Pro Bowl dopo avere fatto registrare 5 intercetti.
Nel 2022 Howard fu convocato per il suo quarto Pro Bowl dopo avere fatto registrare 45 placcaggi, un intercetto e 12 passaggi deviati. Nel primo turno di playoff mise a referto un intercetto su Josh Allen ma i Dolphins furono eliminati dai Bills.

### Indianapolis Colts
Dopo essere stato fuori dai campi di gioco per tutta la stagione 2024, il 18 agosto 2025 Howard firmò con gli Indianapolis Colts.

## Palmarès
- Convocazioni al Pro Bowl: 4

2018, 2020, 2021, 2022
- First-team All-Pro: 1

2020
- Second-team All-Pro: 1

2018
- Difensore della AFC della settimana: 3

14 del 2017, 13ª del 2018, 10ª del 2021
- Leader della NFL in intercetti: 2

2018, 2020